# Квинт Фульвий Флакк (консул 179 года до н. э.)
Квинт Фу́львий Флакк (лат. Quintus Fulvius Flaccus; умер в 172 году до н. э.) — римский политический деятель из плебейского рода Фульвиев, консул 179 года до н. э., цензор 174 года до н. э. Воевал с кельтиберами в Испании, позже с лигурами. Дважды был удостоен триумфа. Покончил с собой из-за страха потерять обоих сыновей.

## Происхождение
Квинт Фульвий Флакк принадлежал к плебейскому роду Фульвиев, представители которого переехали в Рим из Тускулума в середине IV века или немного позже и впервые достигли консульства в 322 году до н. э. Первым носителем когномена Флакк был дед Квинта — Марк Фульвий. Старший из сыновей последнего Квинт Фульвий Флакк, четырёхкратный консул (в 237, 224, 212 и 209 годах до н. э.), стал отцом консула 179 года, а также Марка Фульвия, который был военным трибуном в 180 году, и ещё одного сына, адоптированного патрицием Луцием Манлием Ацидином.

## Биография

### Начало карьеры
Квинт Фульвий Флакк начал свою карьеру в 184 году до н. э., получив магистратуру курульного эдила. Когда в том же году умер один из преторов Гай Децимий Флав, Флакк решил выставить свою кандидатуру и на эту должность; он был очень популярен у народа и имел хорошие шансы на победу, но закон запрещал совмещение двух курульных должностей. Один из консулов Луций Порций Лицин, чтобы выйти из столь сложного положения, добился отмены выборов претора-суффекта.
В 182 году до н. э. Квинт Фульвий стал, наконец, претором и получил в управление Ближнюю Испанию. Там шла война с кельтиберами; во время осады города Урбикна войско Флакка понесло потери в нескольких сражениях с противником, но всё же заставило его отступить и взяло город. В начале 181 года кельтиберы собрали 35-тысячную армию, но Квинт Фульвий разгромил их в сражениях при Эбуре и Контребии, после чего занял ряд крепостей и подчинил большую часть кельтиберских племён.
Когда срок полномочий Флакка истекал, его армия хотела или удержать его в Испании, или вернуться вместе с ним в Италию. Однако сенат разрешил возвращение только тех легионеров, которые служили в провинции дольше остальных или особо отличились во время последних кампаний. Из-за задержки преемника, Тиберия Семпрония Гракха, Флакк и в 180 году вёл военные действия: он вторгся в Кельтиберию и разбил врага в большом сражении. Перед отправлением в поход Флакк возвёл Храм Фортуны Эквиты.
В том же году Флакк был избран в коллегию понтификов, заменив там умершего Гая Сервилия Гемина.

### Консульство
Квинт Фульвий вернулся в Италию, по словам Тита Ливия, «окружённый великой славой своих деяний». Ещё во время ожидания триумфа за чертой города он был избран консулом вместе со своим братом Луцием Манлием Ацидином Фульвианом; античные писатели сочли избрание двух братьев уникальным событием. Вступив в должность, Флакк первым делом во исполнение данного в Испании обета организовал игры в честь Юпитера Всеблагого Величайшего. Затем оба консула отправились на войну с лигурами. Манлий не совершил ничего, достойного упоминания, а Фульвий одержал победу в сражении и принял капитуляцию одного из племён. За это он получил ещё один триумф. Впрочем, по словам Ливия, «этот триумф был дан больше в знак благосклонности к нему, чем соответственно величию подвигов».

### Поздние годы
В 174 году до н. э. Квинт Фульвий был избран цензором. Его коллегой стал патриций Авл Постумий Альбин Луск. Во время этой цензуры из сената были исключены девять нобилей, включая сына Сципиона Африканского и даже родного брата Квинта. Авл Постумий отказался строить что-либо без приказа сената и народа, а Флакк развил большую строительную активность в Риме и за городом.
В следующем году Квинт Фульвий построил храм Всаднической Фортуны, выполняя обет, данный им в Испании. Ради этого строительства он ободрал крышу Юноны Лацинийской в Бруттии, но возмущённый сенат заставил его отправить добытые таким образом мраморные плиты обратно.
В 172 году до н. э. Квинт Фульвий узнал, что один из двух его сыновей, служивших в Иллирии, погиб, а второй опасно болен. Из-за горя и страха он повесился в своей спальне (Валерий Максим пишет просто, что Флакк «в отчаянии испустил дух»). Ходили слухи, что Флакк сошёл с ума ещё во время цензуры, и это было карой разгневанной богини Юноны Лацинийской.

## Потомки
Капитолийские фасты называют отцом консула 135 года до н. э. Сервия Фульвия Флакка некоего Квинта Фульвия. Возможно, это консул 179 года.